# Сентро Спортиво Алагоано
«Се́нтро Спорти́во Алагоа́но» (порт. Centro Sportivo Alagoano), либо просто ССА (если брать кальку с латинской аббревиатуры CSA, то КСА, а иногда и ЦСА) — бразильский футбольный клуб из города Масейо, штат Алагоас. Это один из двух самых титулованных клубов своего штата, наряду с КРБ (Масейо).

## История
Клуб был основан 7 сентября 1913 года под названием Centro Sportivo Floriano Peixoto («Сентро Спортиво Флориано Пейшото»). Современное название получил в 1918 году.
По числу чемпионских титулов ССА занимает первое место в своём штате. Наибольшего успеха команда добилась в 1999 году, выйдя в финал последнего розыгрыша Кубка КОНМЕБОЛ. Турнир к тому моменту полностью потерял привлекательность у сильнейших команд Южной Америки и в нём, в частности от Бразилии, участвовали клубы из региональных лиг. В чемпионате Северо-Востока Бразилии 1999 года ССА дошёл до полуфинала, но куда более известные и сильные команды — «Баия», «Витория» из Салвадора и «Спорт Ресифи» отказались от путёвки в Кубок КОНМЕБОЛ. Поэтому она была отдана как раз ССА. В результате, клуб из Масейо дошёл до финала турнира, где уступил аргентинскому «Тальересу» из Кордовы.
С 2016 по 2018 год ССА совершил исторический прорыв из Серии D в Серию A, три года подряд добиваясь повышения в дивизионе. Если не считать Кубок Жоао Авеланжа 2000 года, к участию в котором допустили 116 клубов изо всех дивизионов, то ССА в 2019 году вернулся в элиту спустя 32 года.

## КРБ против ССА
Самым непримиримым соперником ССА является клуб КРБ (по состоянию на 2021 год — 31-кратный чемпион штата). Статистика встреч в «Класико толпы» (Clássico das Multidões): 503 матча, 191 победа у КРБ, 161 ничья, 151 победа у ССА. Разница мячей 703:622 в пользу КРБ.

## Стадион
Стадион «Король Пеле», который используется ССА и КРБ, был открыт 25 октября 1970 года матчем сборной штата Алагоас и клуба «Сантос», за который выступал Пеле.
Стадион вмещает 25 тыс. зрителей и используется ССА для наиболее важных встреч.

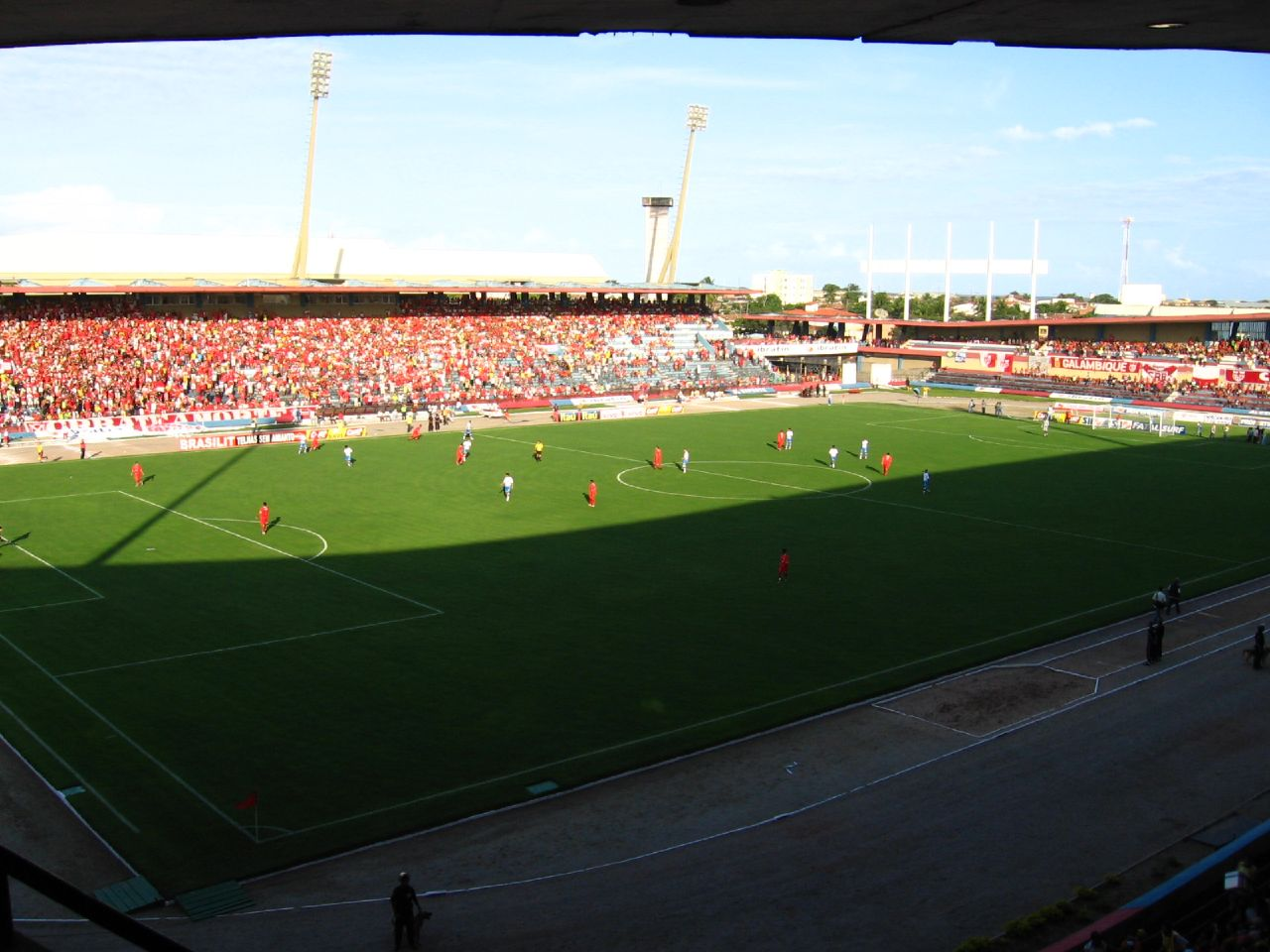
Стадион «Король Пеле»

## Достижения
- Чемпион штата Алагоас (40): 1928, 1929, 1933, 1935, 1936, 1941, 1942, 1944, 1949, 1952, 1955, 1956, 1957, 1958, 1960, 1963, 1965, 1965, 1966, 1967, 1971, 1974, 1975, 1980, 1981, 1982, 1984, 1985, 1988, 1990, 1991, 1994, 1996, 1997, 1998, 1999, 2008, 2018, 2019, 2021
- Чемпион Второго дивизиона Лиги Алагоано (2): 2005, 2010
- Вице-чемпион Бразилии в Серии B (4): 1980, 1982, 1983, 2018
- Финалист Кубка КОНМЕБОЛ (1): 1999

## Статистика выступлений с 2016 года
| Сезон | Ранг | Турнир  | Место | И  | В  | Н  | П  | ГЗ | ГП | Очки |
| ----- | ---- | ------- | ----- | -- | -- | -- | -- | -- | -- | ---- |
| 2016  | 4    | Серия D | 2     | 16 | 9  | 3  | 4  | 26 | 15 | 30   |
| 2017  | 3    | Серия C | 1     | 24 | 12 | 9  | 3  | 27 | 14 | 45   |
| 2018  | 2    | Серия B | 2     | 38 | 17 | 11 | 10 | 51 | 37 | 62   |
| 2019  | 1    | Серия A | 18    | 38 | 8  | 8  | 22 | 24 | 58 | 32   |
| 2020  | 2    | Серия B | 5     | 38 | 16 | 10 | 12 | 50 | 37 | 58   |
| 2021  | 2    | Серия B | 5     | 38 | 18 | 8  | 12 | 48 | 33 | 62   |